# کلوتشوف (ناحیه کولین)
کلوتشوف (به چکی: Klučov) یک منطقهٔ مسکونی در جمهوری چک است که در ناحیه کولین واقع شده‌است.